# フォボスの太陽面通過

火星探査車オポチュニティが2004年3月10日に撮影したフォボスの太陽面通過

フォボスの太陽面通過（フォボスのたいようめんつうか）とはフォボスが火星と太陽のちょうど間に入り、火星から見るとフォボスが太陽面をその大部分を覆い隠しながら黒い円形のシルエットとして通過していくように見える天文現象である。太陽面通過の間、火星からはフォボスは太陽の表面を動きながら通過していく大きな黒い円盤のように見える。フォボスは火星の周りを極めて高速で回っている（約7.6時間で一周している）ため、通常フォボスの太陽面通過は30秒ほどで終了する。この現象は、フォボスによる部分日食とも呼ばれる。

## 概要

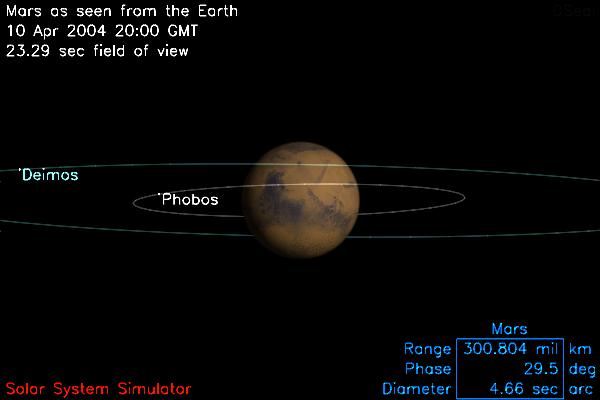
フォボスとダイモスの軌道

フォボスは太陽系の衛星の中で最も主星に近い軌道を周回しているために、頻繁に火星表面に半影を映し出している。そのためフォボスの太陽面通過の際には火星の表面にはフォボスの半影が直径数キロメートルほどの円形の染みのように映し出され、火星の表面を高速で通過する。フォボスの太陽面通過の際に火星表面に映し出されるこの半影は、火星探査機マーズ・グローバル・サーベイヤーなどによって数多く撮影されている（フォボスの影も参照）。
フォボスの軌道傾斜角はごく小さく、火星の赤道軌道を周回している。そのため、フォボスの影が映し出される緯度の変化は火星の季節の変化と対応している。
ある地点においてフォボスの影がその緯度を通過するとき、次にフォボスの影がその緯度を通過するまでの間にその地点ではフォボスの太陽面通過をおよそ6回にわたって観測することができる。

## 火星探査機オポチュニティによる写真
火星探査機オポチュニティは2004年の3月7日、3月10日、3月12日にフォボスの太陽面通過を撮影した。

### 2004年3月7日のフォボスの太陽面通過
2004年3月7日に火星探査機オポチュニティによって撮影された、フォボスの太陽面通過。上段は協定世界時、下段は撮影地点の地方太陽時。
|                 |                 |
| 2:46:23 8:16:41 | 2:46:33 8:16:51 |

### 2004年3月10日のフォボスの太陽面通過
2004年3月10日に火星探査機オポチュニティによって撮影された、フォボスの太陽面通過。上段は協定世界時、下段は撮影地点の地方太陽時。
|                  |                  |                  |
| 7:36:28 11:04:23 | 7:36:38 11:04:32 | 7:36:48 11:04:42 |

### 2004年3月12日のフォボスの太陽面通過
2004年3月12日に火星探査機オポチュニティによって撮影された、フォボスの太陽面通過。上段は協定世界時、下段は撮影地点の地方太陽時。
|                   |                   |                   |                   |
| 13:40:47 15:42:35 | 13:40:57 15:42:44 | 13:41:07 15:42:54 | 13:41:17 15:43:04 |

### オポチュニティが観測したフォボスの太陽面通過の時刻
| 火星探査機オポチュニティの着陸地点におけるフォボスの太陽面通過   | 火星探査機オポチュニティの着陸地点におけるフォボスの太陽面通過 | 火星探査機オポチュニティの着陸地点におけるフォボスの太陽面通過 | 火星探査機オポチュニティの着陸地点におけるフォボスの太陽面通過 | 火星探査機オポチュニティの着陸地点におけるフォボスの太陽面通過 | 火星探査機オポチュニティの着陸地点におけるフォボスの太陽面通過 |
| 継続時間                                                         | 継続時間                                                       | 最小 角距離                                                    | フォボスの 視直径                                              | 太陽の 視直径                                                  | 太陽 高度                                                      |
| 協定世界時                                                       | 地方太陽時                                                     | 最小 角距離                                                    | フォボスの 視直径                                              | 太陽の 視直径                                                  | 太陽 高度                                                      |
| ---------------------------------------------------------------- | -------------------------------------------------------------- | -------------------------------------------------------------- | -------------------------------------------------------------- | -------------------------------------------------------------- | -------------------------------------------------------------- |
| 前回のフォボスの太陽面通過は、2003年4月末から5月初頭にかけて発生 |                                                                |                                                                |                                                                |                                                                |                                                                |
| 2004年3月7日                                                     | 2004年3月7日                                                   | 671"                                                           | 779.2"                                                         | 1230.7"                                                        | 34.6°                                                          |
| 2:46:25 - 2:46:54                                                | 8:18:32 - 8:19:00                                              | 671"                                                           | 779.2"                                                         | 1230.7"                                                        | 34.6°                                                          |
| 2004年3月8日                                                     | 2004年3月8日                                                   | 517"                                                           | 665.0"                                                         | 1229.8"                                                        | 8.9°                                                           |
| 1:39:58 - 1:40:31                                                | 6:35:36 - 6:36:08                                              | 517"                                                           | 665.0"                                                         | 1229.8"                                                        | 8.9°                                                           |
| 2004年3月10日                                                    | 2004年3月10日                                                  | 114"                                                           | 908.4"                                                         | 1227.6"                                                        | 76.3°                                                          |
| 7:36:33 - 7:37:07                                                | 11:06:16 - 11:06:49                                            | 114"                                                           | 908.4"                                                         | 1227.6"                                                        | 76.3°                                                          |
| 2004年3月11日                                                    | 2004年3月11日                                                  | 193"                                                           | 669.4"                                                         | 1226.3"                                                        | 8.0°                                                           |
| 14:47:15 - 14:47:53                                              | 17:27:19 - 17:27:56                                            | 193"                                                           | 669.4"                                                         | 1226.3"                                                        | 8.0°                                                           |
| 2004年3月12日                                                    | 2004年3月12日                                                  | 64"                                                            | 784.5"                                                         | 1225.5"                                                        | 33.7°                                                          |
| 13:41:02 - 13:41:38                                              | 15:44:38 - 15:45:13                                            | 64"                                                            | 784.5"                                                         | 1225.5"                                                        | 33.7°                                                          |
| 2004年3月13日                                                    | 2004年3月13日                                                  | 625"                                                           | 880.4"                                                         | 1224.6"                                                        | 60.4°                                                          |
| 12:30:00 - 12:30:28                                              | 13:57:16 - 13:57:42                                            | 625"                                                           | 880.4"                                                         | 1224.6"                                                        | 60.4°                                                          |
| 次回のフォボスの太陽面通過は、2005年3月後半に発生                |                                                                |                                                                |                                                                |                                                                |                                                                |